# الشيحية (حائل)
الشيحية  هي قرية في منطقة حائل ضمن نطاق محافظة بقعاء إدارياً في المملكة العربية السعودية.

## الموقع الجغرافي
تقع الشيحية في شرق مدينة حائل وتبعد عنها 110كم، و 30 كم شرق مدينة بقعاء. ويوجد بقربها وتتصل بها قرية الشعيبة (شعيبة المياه) والشريهية. تقع بالقرب من فلق الشعيبة ويحدها من الشمال والشرق ما كان يسمى اللواء، ومن الغرب مدينة بقعاء وقيعانها. وتعتبر من الأماكن القديمة حيث كانت تسمى الشيحة وذات الشيح، وذكر أنها موضع بالحزن، من ديار بنى يربوع. و قيل: بينها و بين فيد يوم و ليلة و بين النباج أربع، وهي أول الرمل، بالقرب من موضع اللوى المشهور. ويسكنها قبيلة الشلقان من شمر